# تل الخليفة

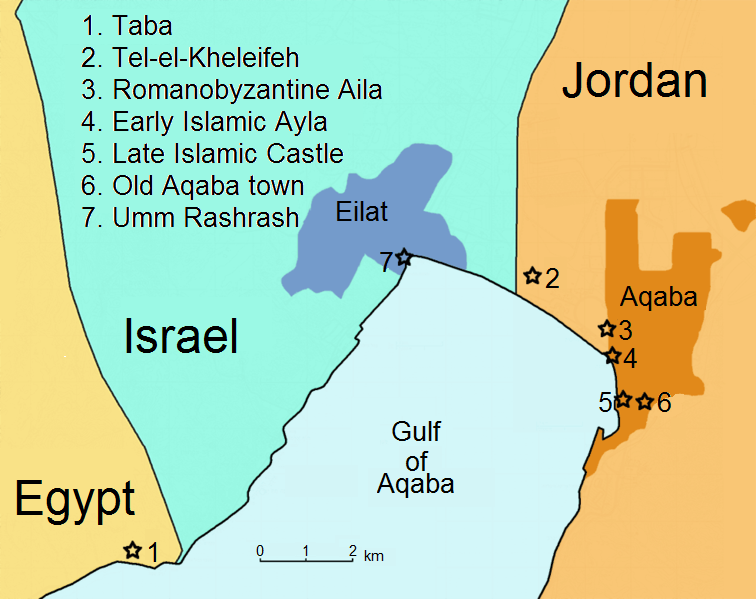
موقع تل الخليفة

تل الخليفة هو موقع أثري في الأردن على رأس خليج العقبة مباشرة شمال غرب مدينة العقبة. 

## موقع تل الخليفة الأثري
يُعتقد بأن موقع تل الخليفة هو موقع عصيون جابر الأدومي، الذي كان مرفاً للسفن الأدومية الأردنية، وهو مركز تجاري مهم، خصوصا مع الامبراطورية المصرية.
لقد شيدت مدينة تل الخليفة على شكل سور مربع مزدوج، يحيط بالأبنية فيما كانت بواباتها على نمط بوابات الحصن، وهي أربعة بوابات للمدينة.
وتشير طبيعة اللُّقى الأثرية الموجودة في تل الخليفة، إلى حالة تقدم وازدهار عالية، ويبدو أن سكانها الأردنيين الأدوميين كانوا أغنياء حيث وجد العديد من الحلي الذهبية مصرية الصنع، وتعزى حالة الثراء هذه إلى أن هذه المدينة كانت مركزاً تجارياً، والواضح أنها كانت المركز الأهم لتصدير نحاس وادي عربة الذي برع أجدادنا الأردنيين الأدوميين باستخراجه ومعالجته .

## طبعة ختم تل الخليفة
طبعة ختم وجدت على جرار وأواني طبخ فخارية في موقع تل الخليفة، وينقسم هذا الختم لسطرين، الأول (ل ق و س ع ن ل) وتعني هذا الختم يخص (قوس عن) وهو اسم علم يعني قوس أجاب، أما السطر الثاني (ع ب د ه م ل ك) وتعني خادم الملك.

## التحقيق الميداني الأثري
صرح الباحث فريتز فرانك خلال أعمال التنقيب في عام 1933 أنه يعتقد أن الآثار هي تلك الخاصة بعصيون جابر.
```
خلال أعمال التنقيب التي قام بها من عام 1938 إلى عام 1940 ، تبنى عالم الآثار الأمريكي نيلسون جلوك نفس الأطروحة. ميّز بين خمس فترات 
استيطان
 ، مؤرخًا لها بين القرنين العاشر والخامس 
قبل الميلاد
.
```

### مستوطنة القرن الثاني عشر قبل الميلاد (؟)
قد تشير الاكتشافات الخزفية المتفرقة بدون بقايا معمارية مرتبطة إلى مستوطنة صغيرة موجودة في الموقع أو بالقرب منه خلال القرن الثاني عشر قبل الميلاد ، وربما في القرن الحادي عشر. على أي حال ، لا توجد بقايا مادية من كاليفورنيا. 1000-800 قبل الميلاد ، فترة زمنية تشمل وقت كل من سليمان ويهوشافاط.

### تسوية الفترة الفارسية
تشهد الأوستراكا الفخارية والآرامية على وجود مستوطنة خلال الفترة الفارسية (القرنين الخامس والرابع قبل الميلاد) ،
ولكن ليس هناك يقين تام ما إذا كانت أسوار القلعة لا تزال موجودة أو أن المباني التي لم يبق منها الكثير حتى وقت الحفريات قد أقيمت على أنقاضها. [2] بعد هذه الفترة ، اقتصر النشاط على رأس خليج العقبة في مدينة أيلا / العقبة ، على بعد 500 متر جنوب شرق التل. [2]